# 941 (číslo)
Devět set čtyřicet jedna je přirozené číslo. Římskými číslicemi se zapisuje CMXLI a řeckými číslicemi ϡμα´. Následuje po čísle devět set čtyřicet a předchází číslu devět set čtyřicet dva.

## Matematika
941 je:
- Deficientní číslo
- Prvočíslo
- Nešťastné číslo
- Součet tří po sobě jdoucích prvočísel (311 + 313 + 317)
- Součet pěti po sobě jdoucích prvočísel (179 + 181 + 191 + 193 + 197)

## Astronomie
- (941) Murray je planetka hlavního pásu, kterou objevil v roce 1920 Johann Palisa
- NGC 941 je spirální galaxie s příčkou v souhvězdí Velryby

## Roky
- 941
- 941 př. n. l.